# 蕭拔剌
蕭拔剌（?—?），字別勒隐，辽国軍人。契丹人。    
蕭敵烈之弟。蕭拔剌善骑射，为人多智有计谋。開泰年間，因为兄为右夷離畢，蕭拔剌補任郎君。累進奚六部禿里太尉。太平九年（1029年），大延琳反辽，蕭拔剌率北院、南院之兵镇压。在蒲水遭遇战，南院兵稍稍退却。至手山遇敌，更改两院旗帜，鼓勇力战破敌。重熙年間，转任四捷軍详稳，辞归乡里。数年後，再起用为昭德军节度使、转任国舅详稳，去世。